# Установка фракціонування Плакуемін
Установка фракціонування Плакуемін — підприємство нафтогазової промисловості в Луїзіані.
З 1982 року на правому березі Міссісіпі південніше від Батон-Руж діяв газопереробний завод Плакуемін, який включав установку фракціонування потужністю 11 тисяч барелів зріджених вуглеводневих газів на добу. В 2009-му компанія Crosstex (невдовзі стала називатись EnLink) викупила його у попереднього власника Chevron з намірами використати майданчик для спорудження нового потужного фракціонатора. Останній має переробляти сировину, постачену з техаського хабу в Монт-Бельв'ю за допомогою нової гілки трубопровідної системи Cajun-Sibon.
Виробництво, здатне розділяти 100 тисяч барелів ЗВГ на добу, ввели в експлуатацію у 2014 році. В Плакуемін отримують товарні етан та пропан, тоді як більш важку фракцію (бутани та газовий бензин) відправляють для розділення на установку тієї ж компанії в Ріверсайд (на протилежному, лівому березі Міссісіпі). За 2016-й рік новий фракціонатор переробив понад 20 млн барелів зріджених вуглеводневих газів, що становило майже 55 % повної потужності. При цьому на старій установці зі складу ГПЗ провели фракціонування до 1,3 млн барелів (третина потужності).
Одним зі споживачів продукції підприємства є виробництво компанії Dow Chemicals, яка має у тому ж Плакуемін дві установки парового крекінгу вуглеводнів. За укладеним десятирічним контрактом, вона може отримувати 40 тисяч барелів етану та 25 тисяч барелів пропану на добу.